# Адма
Адма или Адама (др.-евр. אדמה‬; букв. «красная земля») — библейский ветхозаветный город; один из городов Содомского пятиградия в долине Сиддим, уничтоженный вместе с Содомом и Гоморрой. В Быт. 14:2 упоминается царь Адмы — Шинав (евр. Шинаб).
Некоторые предполагают, что Адма это то же самое, что и «Адам» Книги Иисуса Навина, название которого все ещё прослеживается в Damieh, названии брода через реку Иордан.